# Metasphenisca transilis
Metasphenisca transilis är en tvåvingeart som beskrevs av Munro 1947. Metasphenisca transilis ingår i släktet Metasphenisca och familjen borrflugor. Inga underarter finns listade i Catalogue of Life.